# Chauk
Chauk est une ville et un port fluvial de Birmanie situé dans la Région de Magway, au bord de l'Irrawaddy. En 1902, du pétrole fut découvert à proximité.

## Géographie
La ville se trouve à 178 km au nord-ouest de la nouvelle capitale du pays, Naypyidaw, et à une soixantaine de kilomètres de Yenangyaung.

## Démographie
En 1983, la population comptait 51 437 habitants et 113 152 en 2013.

## Économie
L'économie est tournée autour de l'exploitation du pétrole.

## Cultes
- Église catholique Sainte-Thérèse-de-l'Enfant-Jésus, construite dans les années 1920 par Albert Falière[1].